# 화동 (결혼식)

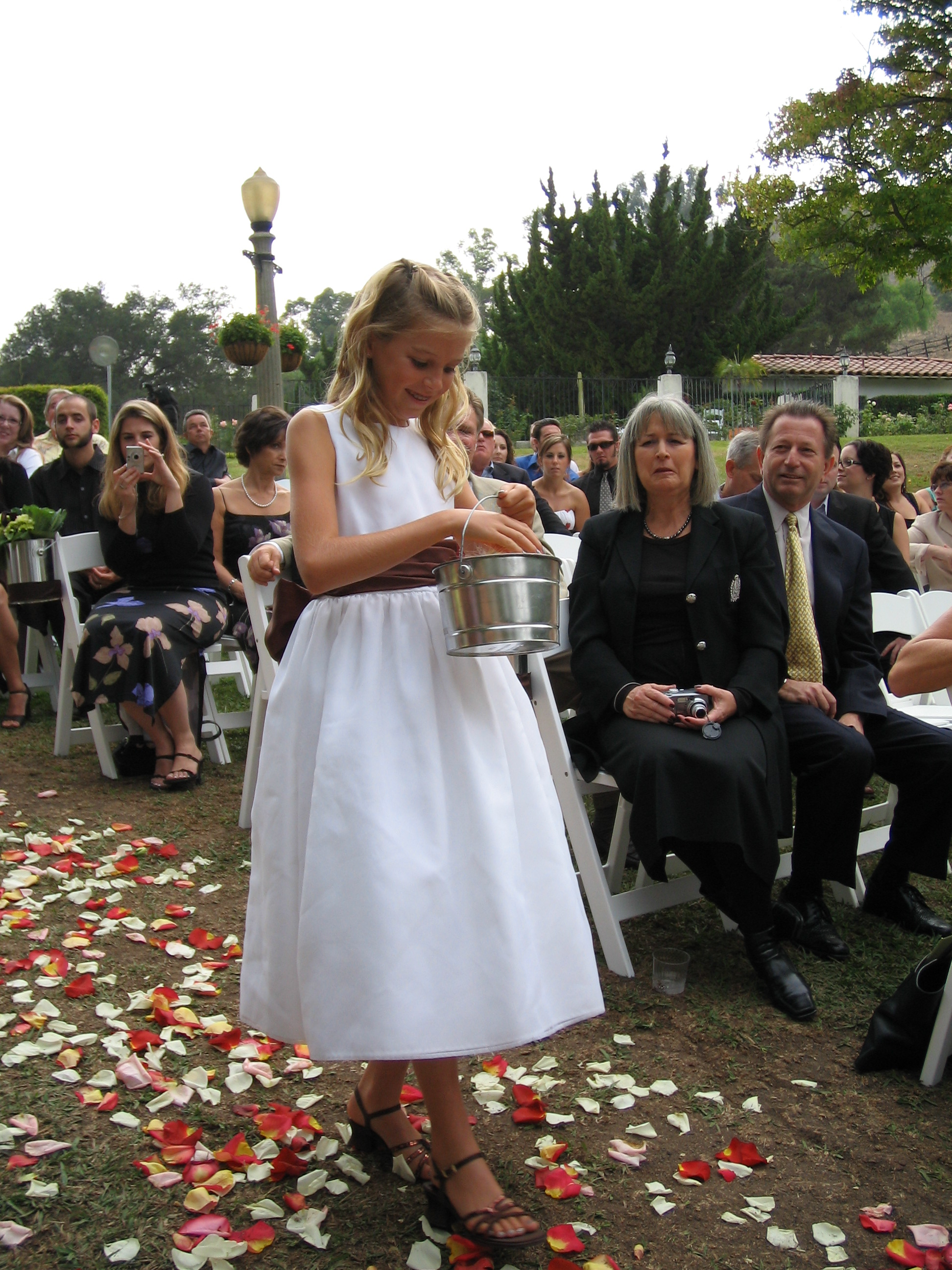
화동

화동(花童)은 결혼식에서 신부가 부케를 들고 입장하기 전에 음악 소리에 맞춰 꽃을 뿌리며 걷는 아이들을 뜻한다.